# Esra (Verein)
Esra, Namenszusatz ab 1895: Verein zur Unterstützung ackerbautreibender Juden in Palästina und Syrien, war ein im Frühjahr 1884 mit Sitz in Berlin gegründeter Verein zum Zweck, die jüdischen Kolonien in Palästina zu unterstützen und dortigen christlichen Missionsbestrebungen entgegenzuwirken.

## Geschichte
Die Stifter für die Gründung am 26. Januar 1884 waren die „unbekannten jungen Männer“ Behrmann, J. Cohn, H. Hirschfeld, Max Karfunkel, Hermann Norwitzky, Isaak Turoff und Weinreich. Die Vereinszeitschrift Esra. Sammelbüchse für Palästina erschien erstmals am 24. März 1884. 1903 zählte der Verein bereits über 4000 in ganz Deutschland verstreute Mitglieder und hatte ein Beitrags- und Spendenaufkommen von rund 15.000 Reichsmark.
Um diese Zeit hatten russische und rumänische Vereine bereits die Kolonien Mikwe Israel, Rischon LeZion, Rosch Pina, Jessod-Hamalo, Samarin, Ekron und Gadra gegründet. Esra betrieb ein Lehrerseminar in Jerusalem, das, gegen den Willen seines Vaters, auch der jüdische Araber und spätere Schriftsteller Jitzchak Schami besuchte.
Der Preis für die Arbeiterfamilienhäuser in der Kolonie Rechovot, für die man anfangs 1000 Francs veranschlagt hatte, verdoppelte sich schnell. Weitere Häuser folgten in Chadera und Kfar Saba. Um die enge Verbindung mit den russischen Chowewe-Zionisten zu betonen, wurde der Name um 1895 in „"ESRA" Verein zur Unterstützung ackerbautreibender Juden in Palästina und Syrien“ geändert.